# Ангола на Олімпійських іграх
Ангола дебютувала на Олімпійських іграх 1980 року у Москві та з того часу брала участі у всіх літніх Олімпіадах, за винятком 1984 року. Ангольські спортсмени жодного разу не завоювали олімпійської медалі.
Ангола ніколи не брала участі у зимових Олімпійських іграх.
Національний олімпійський комітет Анголи був заснований у 1979 році і визнаний МОК наступного року.